# Saint-Martin-de-Gurson
Saint-Martin-de-Gurson – miejscowość i gmina we Francji, w regionie Nowa Akwitania, w departamencie Dordogne.
Według danych na rok 1990 gminę zamieszkiwało 559 osób, a gęstość zaludnienia wynosiła 23 osób/km² (wśród 2290 gmin Akwitanii Saint-Martin-de-Gurson plasuje się na 670. miejscu pod względem liczby ludności, natomiast pod względem powierzchni na miejscu 395.).